# Mikhail Kochkin
Pour les articles homonymes, voir Kotchkine.
Mikhail Kochkin (en russe : Михаил Васильевич Кочкин, Mikhaïl Vassilievitch Kotchkine), né le 7 octobre 1979 dans le Kamtchatka, est biathlète russe. 

## Carrière
Il réalise sa meilleure saison en 2001-2002, où il monte sur son unique podium individuel lors du 20 km d'Antholz-Anterselva. En 2007, il gagne le titre mondial du sprint en biathlon d'été devant Maxim Tchoudov.

## Palmarès

### Championnats du monde
- Championnats du monde de 2001 à Pokljuka (Slovénie) :
  - 29e du sprint

### Coupe du monde
- Meilleur classement général : 26e en 2002.
- 1 podium individuel : 1 troisième place.
- 1 podium en relais : 1 troisième place.

### Championnats du monde junior
- Médaille d'argent de la poursuite en 1999.
- Médaille de bronze du sprint en 1999.